# Ursula Besser
Ursula Besser (* 5. Januar 1917 in Berlin als Ursula Roggenbuck; † 19. Dezember 2015 in Hamburg) war eine Berliner Hochschulpolitikerin der CDU.

## Werdegang
Der Vater von Ursula Besser war vor der NS-„Machtübernahme“ Personalchef der Berliner Polizei; 1934 trat er als Offizier in die Wehrmacht ein. Er wurde 1945 von der sowjetischen NKWD verhaftet, jahrelang inhaftiert, 1950 schließlich in den Waldheim-Prozessen zu zehn Jahren Zuchthaus verurteilt. Diese Erlebnisse haben seine Tochter nachhaltig geprägt.
Ursula Besser studierte als verwitwete Mutter zweier Kinder (ihr Mann ist im Zweiten Weltkrieg gefallen) zwischen 1943 und 1949 Auslandswissenschaften, Germanistik und Romanistik und schloss mit einer Promotion an der Humboldt-Universität zu Berlin ab. 1945 trat sie der CDU bei. Besser arbeitete als Übersetzerin, Privatlehrerin und Publizistin. Während der Studentenrevolte 1968 trat sie der Notgemeinschaft für eine freie Universität bei. 
Sie war von 1967 bis 1985 (5. bis 9. Wahlperiode) Mitglied im Berliner Abgeordnetenhaus und Vorsitzende des dortigen Wissenschaftsausschusses sowie Mitglied der Kuratorien der Freien Universität Berlin, der Technischen Universität Berlin und der Technischen Fachhochschule Berlin. 
Als Christin engagierte sich Besser in der Synode der Evangelischen Kirche in Berlin-Brandenburg.

## Positionen
Besser war Unterzeichnerin des neurechten Appells „Gegen die Entlassung konservativer Soldaten“, der im September 2001 in zwei Versionen in der Wochenzeitung Junge Freiheit veröffentlicht wurde.
Des Weiteren war Besser Erstunterzeichnerin der 2010 gestarteten Aktion Linkstrend stoppen.

## Ehrungen
- 1973: Bundesverdienstkreuz 1. Klasse[4]
- 1981: Großes Bundesverdienstkreuz
- 1990: Stadtältester von Berlin
- Ehrensenatorin der Technischen Universität Berlin und der Technischen Fachhochschule Berlin